# Long Man of Wilmington

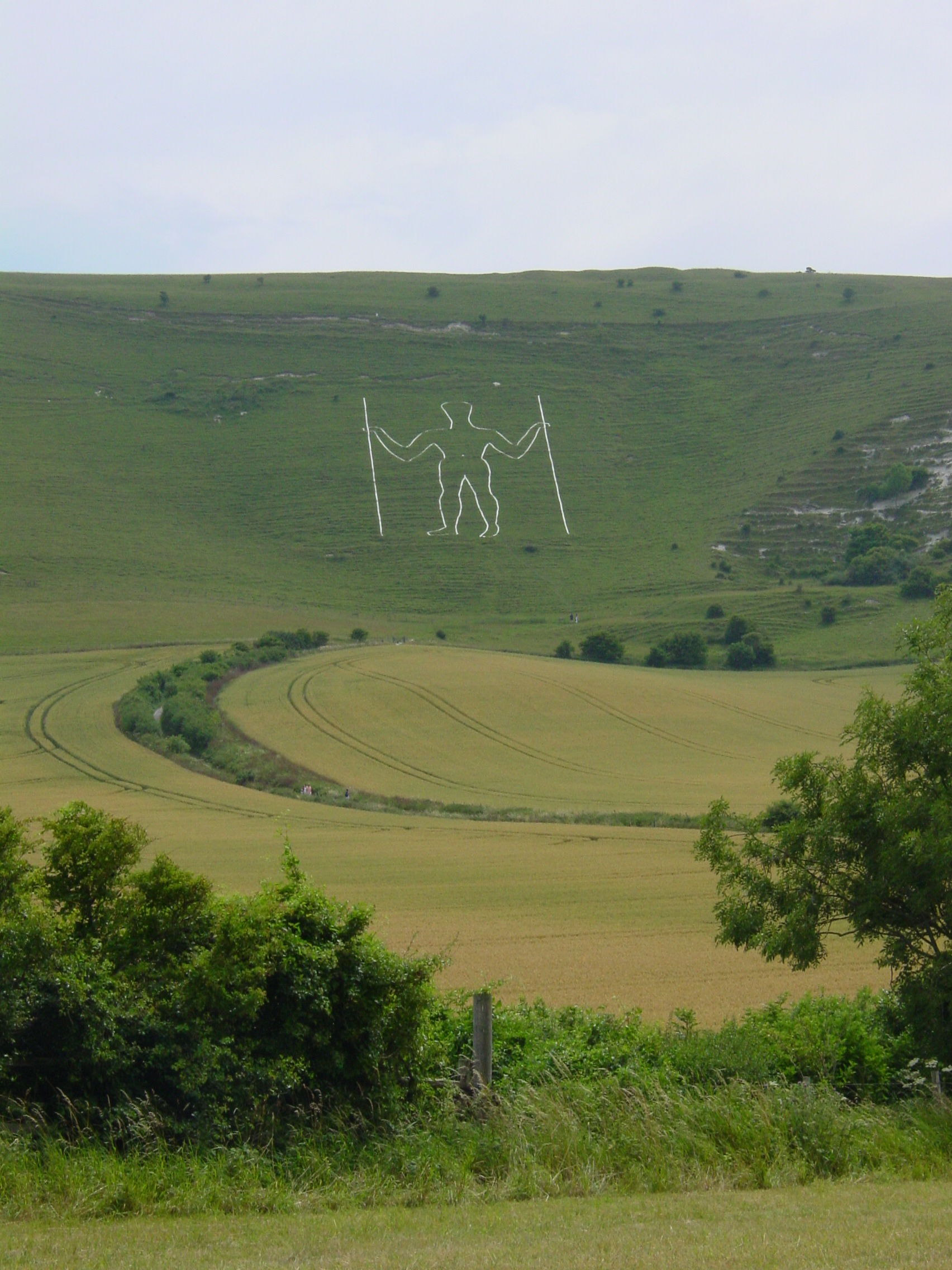
Long Man of Wilmington

Der Long Man of Wilmington ist eine Hügelfigur auf einem Hang südlich des Dorfes Wilmington in den South Downs zwischen den Orten Eastbourne und Brighton in der Grafschaft East Sussex in England. Die Hügelfigur stellt die Umrisse eines Mannes dar.

## Beschreibung
Die Figur ist etwa 70 Meter hoch. Der dargestellte Mann hält in jeder Hand einen Stab, der etwas größer ist als er selbst, und ähnelt Abbildungen von mit Speer und Helm ausgerüsteten Kriegern auf Fibeln und Helmen der Skandinavier und Angelsachsen. Es könnte sich folglich um die Darstellung eines Kriegsgottes handeln. Das Alter der Figur ist unbekannt. Ursprünglich waren die Umrisse lediglich eine Vertiefung im Erdboden, die nur schwach durch das tiefer wachsende Gras sichtbar war, weshalb die Figur örtlich auch als Green Man bekannt war.
Die erste Dokumentation der Hügelfigur ist eine Skizze von 1710. Sie weicht von der heutigen Gestalt ab und zeigt eine andere Fußstellung, ein Gesicht sowie eine andere Kopfform, die einen Hut darstellen könnte. 1874 wurde The Long Man freigelegt, nachdem er weitgehend zugewachsen war. Dabei wurden römische Scherben entdeckt.  Um die Figur deutlicher sichtbar zu machen, wurden die Konturen mit hellen Steinen bedeckt. Der Versuch, die Figur bis auf die darunterliegende Kreideschicht in den Hügel einzuritzen, scheiterte an der Dicke der darüberliegenden Erdschicht in dieser Gegend. 1969 wurden die Steine durch weiße Betonblöcke ersetzt. Bei den Arbeiten wurden erneut römische Artefakte entdeckt.